# Xestaspis sublaevis
Xestaspis sublaevis là một loài nhện trong họ Oonopidae.
Loài này thuộc chi Xestaspis. Xestaspis sublaevis được Eugène Simon miêu tả năm 1893.